# International School on the Rhine
Die ISR International School on the Rhine (Kurzform: ISR), vormals Internationale Schule am Rhein in Neuss, ist eine private Ganztagsschule mit Kindergärten in Neuss, Düsseldorf und Meerbusch. Sie ist englischsprachig, koedukativ, unabhängig und konfessionsübergreifend.  Als vom Land Nordrhein-Westfalen akkreditierte Ergänzungsschule erhält sie keine öffentlichen Mittel und finanziert sich zu 100 % aus Schulgebühren.

## Geschichte
Die ISR wurde vom Rhein-Kreis Neuss, der Stadt Neuss, der Industrie- und Handelskammer Mittlerer Niederrhein sowie von verschiedenen international tätigen Unternehmen im Jahr 2003 als Internationale Schule am Rhein in Neuss GmbH gegründet. Im Jahr 2007 bezog sie den Campus am Neusser Stadtwald mit Schulgebäude und Dreifachsporthalle, der eigens für die ISR errichtet worden war.
Am 3. Dezember 2013 meldete die Schule vorläufige Insolvenz beim Amtsgericht Düsseldorf an. Am 15. Januar 2014 wurde die Fortführung der Schule durch einen gemeinnützigen Träger verkündet, und zum 1. August 2014 wurde die ISR als International School on the Rhine gGmbH unter neuer Führung neu gegründet. Der Schulbetrieb konnte während der Übergangszeit ohne Unterbrechung weitergeführt werden.
Im Jahr 2018 übernahm die ISR als Erbbauberechtigte die benachbarte Bezirkssportanlage Stadtwald. Damit wuchs die Gesamtgröße des Campusgeländes auf 110.000 m². 2025 übernahm die ISR dann die gegenüberliegende Tennis- und Bogenschießanlage und weitet damit dem Campus auf 150.000 Quadratmeter aus
Zusätzlich zum Kindergarten auf dem Neusser Campus wurde Ende 2019 ein weiterer ISR-Kindergarten in Düsseldorf-Niederkassel eröffnet. Im Jahr 2021 übernahm die ISR zusätzlich einen Kindergarten in Meerbusch-Büderich, der die KInder ab dem 1. Lebensjahr deutschsprachig betreut.
Im November 2021 wurde bekannt, dass der Bundesfinanzhof der Trägergesellschaft der ISR die Gemeinnützigkeit aberkannt hatte.

### Übernahme des Gymnasiums Nonnenwerth
Im August 2020 übernahm die Trägergesellschaft der ISR die Anteile an der Trägergesellschaft des Gymnasiums Nonnenwerth. Aufgrund umstrittener Untersuchungen zum Brandschutz wurde auf Betreiben der neuen Geschäftsführung das Gymnasium Nonnenwerth zum Ende des Schuljahres 2021/2022 geschlossen. Der Verein zum Erhalt des Gymnasiums Nonnenwerth vermutet kommerzielle Interessen an einer anderen Nutzung als wahres Motiv der Schließung.

## Ausbildung und Abschlüsse
Die ISR ist eine von Nordrhein-Westfalen anerkannte internationale Ergänzungsschule. sowie akkreditiertes Mitglied von Cognia (Zusammenschluss der US-amerikanischen Akkreditierungsorganisationen NCA CASI, SACS CASI, NSSE und NWAC). Darüber hinaus ist die ISR ein Cambridge-Prüfungszentrum, eine anerkannte International Baccalaureate (IB) World School] und führt vor Ort Prüfungen des College Board PSAT durch. Die Unterrichtssprache in Schule und Kindergarten ist Englisch.
Die folgenden Abschlüsse sind möglich:
- ISR High School Diploma nach der 12. Jahrgangsstufe
- US Advanced Placement Exams (AP) nach der 12. Jahrgangsstufe
- International Baccalaureate (IB) nach der 11. bzw. 12. Jahrgangsstufe (anerkannt als deutsche Allgemeine Hochschulreife)

## Akkreditierungen
- Anerkannte Ergänzungsschule in Nordrhein-Westfalen
- European Council of International Schools (ECIS).[19]
- Cambridge Examinations Centre (IGCSE)
- International Baccalaureate Office für das IB[20]
- College Board für PSAT, SAT, und AP (Advanced Placement)
- AdvancED („NCA CASI--North Central Association Commission on Accreditation and School Improvement“)[21]